# Anton Malej
Anton Malej, slovenski telovadec, * 16. januar 1908, Savica, † 15. julij 1930, Luksemburg.
Malej je bil član jugoslovanske telovadne vrste, s katero je sodeloval na Poletnih olimpijskih igrah 1928 v Amsterdamu. Vrsta je tam osvojila bronasto medaljo. Leta 1930 je na svetovnem prvenstvu v Luksemburgu zastopal Jugoslavijo, a je padel z orodja in si zlomil tilnik. Nesreče ni preživel, v njegov spomin pa v Športnem društvu Tabor vsako leto organizirajo tekmovanje Malejev Memorial.
Po njem se imenuje Malejeva ulica na Kodeljevem v Ljubljani.